# 半导体泵浦固体激光
半导体泵浦固体激光（英語：Diode-Pumped Solid-State Laser，缩写为DPSS Laser），通过激光泵送给一个固体增益介质，例如，一个红宝石或掺钕YAG激光器晶体，带有激光二极管制成的固态激光器。
半导体泵浦固体激光的激光器利用半导体激光器输出固定波长的激光作为泵浦源，替代了以往用氪灯或氙灯泵浦激光晶体，并且它们通常出现在绿色和其他颜色等的激光笔中。
DPSS激光是一种拥有长寿命、低功耗、高稳定性、光束质量好、能够小型化等多种优势的新一代固体激光器，DPSS激光器已经被运用在光纤通信、空间通讯、环境科学、大气研究、激光打印、医疗器械、光学图象处理等多个高科技领域。
这是一种新型激光器，应用层面比较广，近年在国际上发展很快。它使固体激光有了全新的发展，因此又称为“第二代激光器”。